# Arató Pál (bibliográfus)
Arató Pál (1938-ig: Roszprim Pál, szerzetesi neve: Paulus Arato SJ) (Mecsekszabolcs, 1914. szeptember 21. – Róma, 1993. január 28.) magyar jezsuita szerzetes, egyháztörténész, bibliográfus.

## Élete
1932-ben érettségizett a pécsi Pius Gimnáziumban, és ugyanabban az évben lépett be a jezsuita rendbe. Egyetemi tanulmányai során 1935–1938 között a budapesti Pázmány Péter Tudományegyetemen filozófiát, 1939-től 1943-ig a szegedi Ferenc József, (majd elköltözése után a Horthy Miklós Tudományegyetem) és a római tudományegyetemen teológiát, 1946-ban pedig a római Gregoriana Pápai Egyetem egyháztörténetet tanult. Szegeden Glattfelder Gyula szentelte pappá 1943-ban.
1946-tól Rómában élt. 1950-ben doktorált a Gregorianaban 1951-től a jezsuiták nápolyi főiskoláján tanított egyháztörténetet, majd Chieri városka szintén jezsuita teológiai fakultásán volt oktató. 1963-ban innen hívták el, hogy az akkor indított Archivum Historiae Pontificiae című vatikáni tudományos folyóirat főszerkesztője legyen. Ennek a folyóiratnak a kiadására már az 1950-es években készített tervezetet Pedro de Leturia a Gregoriana dékánja, aki azonban 1955-ben elhunyt. 1961-ben foglalkoztak az egyetemen ismét azzal a gondolattal, hogy a pápaság, illetve a pápák történetével foglalkozó tudományos folyóiratot indítsanak. A folyóirat nyitott, nem csak az egyetem és nem csak a Vatikán kutatói publikálhatnak benne, hanem  más tudományos intézmények, akadémiai intézetek kutatói is. A periodika nem havonta, hanem évente jelenik meg, és kevésbé a lap, mint inkább a kötet kifejezés illik rá jobban: egyes számai elérik a 700-750 oldalt is. Minden számban egy jelentős terjedelmű - 250-300 oldalas - bibliográfia is helyt kap, összegezve az előző évben világszerte megjelent, a témába vágó publikációkat. A bibliográfia összeállítója harminc éven át Arató volt. A munka egész évben tartó kitartó figyelmet igényelt, több mint 600 történelmi, vallási és egyéb tartalmú folyóiratot átvizsgálására volt szükség a teljességhez. Lehet mondani, hogy Arató életének utolsó 30 éve teljesen összeforrt a lap szerkesztésével, kiadásával. Bibliográfusi alaposságának köszönhetően 1978-ban őt kérték fel VI. Pál halála után egy, a pápával kapcsolatos megjegyzéseket összegző bibliográfia összegzésére. A Paolo Vian segítségével készült, több mint 600 lap terjedelmű gyűjtemény a Pubblicazioni dell’Istituto Paolo VI. sorozatban látott napvilágot 1981-ben.
Arató 1993-ban hunyt el, halála után hét évig egy munkaközösség szerkesztette a folyóiratot, míg 2000-ben Giulio Cipollone és Maria Silvia Boari vették át a főszerkesztői teendőket.